# Théophile Alexis Durand
Théophile Alexis Durand (4 de septiembre de 1855 - 12 de enero de 1912 ) fue un profesor, y botánico belga.
Estudió farmacia en la Universidad de Lieja, y después viajará a Suiza, donde trabó amistad con el botánico Henri François Pittier, con quien colaboró en los estudios de la flora suiza. Cuando Pittier más tarde se trasladó a Costa Rica, proporcionó a Durand especímenes secos con fines de estudio.
Se casa con Sophie van Eelde. En 1910 fue presidente del Congreso Mundial de Botánica, en Bruselas.
Desarrollará el suplemento de Index Kewensis, desde 1901 a 1906, junto a Benjamin D Jackson (1846-1927).
Con su hija, la ilustradora Hélène Durand, publicó en 1909 "Sylloge Florae Congolanae".

## Algunas publicaciones
- Catalogue de la flore liégeoise, 1878

- "Index generum phanerogamorum", 1888. Reeditó Internat. Book Distrib. 722 pp. ISBN 0785566538, ISBN 9780785566533 1979

- "Primitiae florae costaricensis", 1891–1901 (con Henri François Pittier)

- Matériaux pour la flore du Congo, 1897–1901 (con Émile Auguste Joseph De Wildeman)

- "Conspectus floræ Africæ, ou Énumération des plantes d'Afrique", 1895–1898 (con Hans Schinz)

- "Sylloge florae congolanae [Phanerogamae]", 716 pp. 1909[5]
- La abreviatura «T.Durand» se emplea para indicar a Théophile Alexis Durand como autoridad en la descripción y clasificación científica de los vegetales.[6]